# Чаппелл, Кристал
Кри́стал Ча́ппелл-Сабати́но (англ. Crystal Chappell-Sabatino; род. 4 августа 1965, Силвер-Спринг, Мэриленд) — американская актриса, кинорежиссёр, сценарист и кинопродюсер.

## Биография
Кристал Чаппелл родилась 4 августа 1965 года в Силвер-Спринге в штате Мэриленд.

## Карьера
Кристал снимается в кино с 1989 года. Также Чаппелл является кинорежиссёром, сценаристом и кинопродюсером.
Лауреат премий «Дайджест мыльных опер» (1993) и «Эмми» (2002, 2011).

## Личная жизнь
В 1988—1991 года Кристал была замужем за Скоттом Фэнджоем.
С 6 января 1997 года Кристал замужем за актёром Майклом Сабатино (род. 1955). У супругов есть два сына — Джейкоб Уокер Сабатино (род. 11.05.2000) и Дилан Майкл Сабатино (род. 02.09.2003).

## Избранная фильмография
| Год       |   | Русское название  | Оригинальное название | Роль           |
| --------- | - | ----------------- | --------------------- | -------------- |
| 1999—2009 | с | Направляющий свет | Guiding Light         | Оливия Спенсер |